# Segunda División de México 1965-66
La Temporada 1965-66 de la Segunda División de México fue el décimo sexto torneo de la historia de la segunda categoría del fútbol mexicano. Se disputó entre los meses de mayo y diciembre de 1965. Contó con 16 equipos. El Tampico fue el líder de la categoría, sin embargo, al existir empate a puntos el reglamento estipulaba la celebración de un partido para determinar al campeón y nuevo integrante del máximo circuito, siendo los Jabatos de Nuevo León el equipo que lograría la victoria en el torneo y la promoción a la Primera División.

## Cambios
- Ciudad Madero ascendió a Primera División.
- Nacional de Guadalajara descendió desde el máximo circuito.
- Antes iniciar la temporada se terminó el convenio entre la Universidad de Chapingo y el Club Deportivo Texcoco, por lo que este equipo recuperó su nombre original de Texcoco.

## Formato de competencia
Los dieciséis equipos compiten en un grupo único, todos contra todos a visita recíproca. Se coronaria campeón el equipo con la mayor cantidad de puntos y así conseguir el ascenso; si al final de la campaña existiera empate entre dos equipos en la cima de la clasificación, se disputaría un duelo de desempate para definir al campeón, esto claro sin considerar de por medio ningún criterio de desempate.

## Equipos participantes

### Equipos por Entidad Federativa
| Entidad Federativa | N.º | Equipos             |
| ------------------ | --- | ------------------- |
| Coahuila           | 2   | Laguna y Torreón    |
| Guanajuato         | 2   | Celaya y Salamanca  |
| Michoacán          | 2   | La Piedad y Zamora  |
| Tamaulipas         | 2   | Tampico y Victoria  |
| Veracruz           | 2   | Orizaba y Poza Rica |
| Estado de México   | 1   | Texcoco             |
| Hidalgo            | 1   | Pachuca             |
| Jalisco            | 1   | Nacional            |
| Nayarit            | 1   | Tepic               |
| Nuevo León         | 1   | Nuevo León          |
| Puebla             | 1   | Puebla              |

### Información sobre los equipos participantes
| Equipo     | Ciudad                      | Estadio                   |
| ---------- | --------------------------- | ------------------------- |
| Celaya     | Celaya, Guanajuato          | Miguel Alemán Valdés      |
| La Piedad  | La Piedad, Michoacán        | Juan N. López             |
| Laguna     | Torreón, Coahuila           | San Isidro                |
| Nacional   | Guadalajara, Jalisco        | Jalisco                   |
| Nuevo León | Monterrey, Nuevo León       | Tecnológico               |
| Orizaba    | Orizaba, Veracruz           | Moctezuma                 |
| Pachuca    | Pachuca, Hidalgo            | Revolución Mexicana       |
| Poza Rica  | Poza Rica, Veracruz         | Parque Jaime J. Merino    |
| Puebla     | Puebla, Puebla              | Olímpico Ignacio Zaragoza |
| Salamanca  | Salamanca, Guanajuato       | El Molinito               |
| Tampico    | Tampico, Tamaulipas         | Tampico                   |
| Tepic      | Tepic, Nayarit              | Nicolás Álvarez Ortega    |
| Texcoco    | Texcoco, Estado de México   | Municipal de Texcoco      |
| Torreón    | Torreón, Coahuila           | Revolución                |
| Victoria   | Ciudad Victoria, Tamaulipas | Marte R. Gómez            |
| Zamora     | Zamora, Michoacán           | Moctezuma                 |

## Clasificación
| Pos. | Equipo          | Pts. | PJ | G  | E  | P  | GF | GC | Dif. | Clasificación        |
| ---- | --------------- | ---- | -- | -- | -- | -- | -- | -- | ---- | -------------------- |
| 1    | Tampico         | 47   | 30 | 21 | 5  | 4  | 72 | 26 | +46  | Partido de desempate |
| 2    | Nuevo León (C)  | 47   | 30 | 22 | 3  | 5  | 70 | 34 | +36  | Partido de desempate |
| 3    | Pachuca         | 43   | 30 | 18 | 7  | 5  | 62 | 24 | +38  |                      |
| 4    | Puebla          | 42   | 30 | 17 | 8  | 5  | 68 | 32 | +36  |                      |
| 5    | Poza Rica       | 41   | 30 | 18 | 5  | 7  | 62 | 34 | +28  |                      |
| 6    | Laguna          | 37   | 30 | 13 | 11 | 6  | 64 | 40 | +24  |                      |
| 7    | Salamanca       | 31   | 30 | 12 | 7  | 11 | 45 | 39 | +6   |                      |
| 8    | Torreón         | 30   | 30 | 12 | 6  | 12 | 48 | 47 | +1   |                      |
| 9    | Ciudad Victoria | 27   | 30 | 9  | 9  | 12 | 48 | 61 | −13  |                      |
| 10   | Orizaba         | 24   | 30 | 8  | 8  | 14 | 36 | 48 | −12  |                      |
| 11   | Nacional        | 23   | 30 | 9  | 5  | 16 | 38 | 60 | −22  |                      |
| 12   | Tepic           | 20   | 30 | 4  | 12 | 14 | 31 | 49 | −18  |                      |
| 13   | Zamora          | 19   | 30 | 6  | 7  | 17 | 45 | 75 | −30  |                      |
| 14   | Texcoco         | 19   | 30 | 5  | 9  | 16 | 28 | 62 | −34  |                      |
| 15   | La Piedad       | 16   | 30 | 5  | 6  | 19 | 40 | 76 | −36  |                      |
| 16   | Celaya          | 14   | 30 | 5  | 4  | 21 | 41 | 91 | −50  |                      |

 Fuente: RSSSF
Criterios de clasificación: Puntos · Diferencia de goles · Goles a favor · Play-off

## Resultados
| Local \ Visitante | CEL | LPD | LAG | NAC | NL  | ORI | PAC | PZR | PUE | SAL | TAM | TEP | TEX | TOR | VIC | ZAM |
| ----------------- | --- | --- | --- | --- | --- | --- | --- | --- | --- | --- | --- | --- | --- | --- | --- | --- |
| Celaya            | —   | 1–2 | 2–3 | 1–1 | 1–4 | 0–1 | 1–3 | 1–2 | 1–3 | 1–2 | 1–3 | 2–1 | 3–1 | 3–3 | 2–2 | 2–1 |
| La Piedad         | 1–2 | —   | 2–2 | 4–2 | 1–3 | 3–2 | 0–2 | 2–2 | 0–2 | 1–2 | 0–1 | 2–0 | 1–2 | 3–2 | 2–2 | 3–3 |
| Laguna            | 5–1 | 3–0 | —   | 2–3 | 2–0 | 0–0 | 2–3 | 1–1 | 1–0 | 1–2 | 3–1 | 2–1 | 3–1 | 2–2 | 7–1 | 4–1 |
| Nacional          | 3–4 | 1–1 | 0–0 | —   | 1–1 | 2–1 | 1–3 | 1–2 | 2–3 | 1–2 | 0–2 | 1–0 | 2–0 | 3–2 | 0–1 | 1–2 |
| Nuevo León        | 4–2 | 4–2 | 1–1 | 5–0 | —   | 3–2 | 2–0 | 0–1 | 1–0 | 3–2 | 3–1 | 1–1 | 5–0 | 1–0 | 3–2 | 5–0 |
| Orizaba           | 5–1 | 2–0 | 2–0 | 1–1 | 1–2 | —   | 1–1 | 0–1 | 1–1 | 1–1 | 1–1 | 1–2 | 1–1 | 1–0 | 2–3 | 3–1 |
| Pachuca           | 8–0 | 4–1 | 1–1 | 4–0 | 1–0 | 5–1 | —   | 1–0 | 1–3 | 2–0 | 0–1 | 1–0 | 1–1 | 6–0 | 2–0 | 4–0 |
| Poza Rica         | 7–2 | 4–1 | 2–1 | 3–2 | 5–0 | 4–1 | 0–0 | —   | 2–1 | 2–1 | 0–1 | 3–2 | 6–0 | 0–1 | 2–3 | 2–0 |
| Puebla            | 2–1 | 5–1 | 1–1 | 3–0 | 2–1 | 3–0 | 1–0 | 1–1 | —   | 3–1 | 1–1 | 5–0 | 3–0 | 1–2 | 5–2 | 3–2 |
| Salamanca         | 5–0 | 3–0 | 1–1 | 2–1 | 0–1 | 0–1 | 1–2 | 1–2 | 2–1 | —   | 3–1 | 1–1 | 3–0 | 0–2 | 2–0 | 2–0 |
| Tampico           | 4–0 | 5–1 | 3–0 | 5–0 | 1–2 | 3–0 | 2–0 | 3–1 | 2–2 | 4–0 | —   | 4–1 | 5–1 | 1–0 | 2–0 | 2–1 |
| Tepic             | 1–1 | 3–2 | 2–2 | 1–2 | 0–2 | 3–0 | 0–0 | 0–1 | 1–1 | 2–2 | 1–4 | —   | 2–2 | 1–2 | 0–2 | 1–1 |
| Texcoco           | 2–1 | 0–0 | 2–6 | 0–1 | 0–2 | 1–0 | 0–1 | 3–3 | 1–1 | 0–0 | 0–2 | 0–0 | —   | 2–1 | 2–2 | 3–0 |
| Torreón           | 3–1 | 5–0 | 1–2 | 2–0 | 2–6 | 2–0 | 1–2 | 1–0 | 3–3 | 1–1 | 0–3 | 0–0 | 3–1 | —   | 0–0 | 5–1 |
| Ciudad Victoria   | 4–1 | 5–3 | 1–1 | 2–3 | 2–3 | 0–1 | 1–1 | 2–1 | 1–5 | 2–2 | 1–1 | 1–3 | 2–1 | 0–1 | —   | 3–2 |
| Zamora            | 5–2 | 2–1 | 2–5 | 1–3 | 1–2 | 3–3 | 3–3 | 1–2 | 0–3 | 2–1 | 3–3 | 1–1 | 2–1 | 3–1 | 1–1 | —   |

### Juego de definición del Campeonato
Como consecuencia del empate a puntos entre los equipos de Tampico y Nuevo León, fue necesaria la celebración de un partido adicional en suelo neutral para determinar al campeón de la categoría. Este juego se celebró el 26 de diciembre de 1966 en el Estadio La Martinica de León.
| 26 de diciembre                                                 | Nuevo León | 2 - 1 | Tampico | La Martinica, León, Guanajuato |  |
| Nuevo León campeón de la Segunda División y asciende a Primera. |            |       |         |                                |  |

|                                 |
| Nuevo León Campeón 1.er título. |